# دومينيك غريفز
دومينيك غريفز (بالسلوفاكية: Dominik Greif)‏ هو لاعب كرة قدم سلوفاكي، ولد في 6 أبريل 1997 في براتيسلافا في سلوفاكيا. لعب مع نادي سلوفان براتيسلافا.

## وصلات خارجية
- دومينيك غريفز على موقع الاتحاد الدولي (مؤرشف)  (الإنجليزية)
- دومينيك غريفز على موقع الاتحاد الأوربي (الإنجليزية)
- دومينيك غريفز على موقع قاعدة بيانات كرة القدم.إي يو (الإنجليزية)
- دومينيك غريفز على موقع ليكيب (الفرنسية)
- دومينيك غريفز على موقع ناشيونال فوتبول تيمز (الإنجليزية)
- دومينيك غريفز على موقع Soccerway.com (الإنجليزية)
- دومينيك غريفز على موقع عالم كرة القدم.نت (الإنجليزية)